# Горево (Костромская область)
Горево — упразднённая деревня в Антроповском районе Костромской области России.

## География
Урочище находится в центральной части Костромской области, в подзоне южной тайги, на берегу одного из левых притоков реки Ержи, на расстоянии приблизительно 13 километров (по прямой) к юго-западу от посёлка Антропово, административного центра района.

### Климат
Климат характеризуется как умеренно континентальный, с продолжительной холодной многоснежной зимой и коротким сравнительно тёплым летом. Среднегодовая температура воздуха — 2,5 °C. Средняя температура воздуха самого холодного месяца (января) — −12,6 °C (абсолютный минимум — −38 °C); самого тёплого месяца (июля) — 18,2 °C (абсолютный максимум — 36 °С). Годовое количество атмосферных осадков — 500—550 мм, из которых большая часть выпадает в тёплый период.

## История
В «Списке населенных мест Костромской губернии по сведениям 1870-72 годов» населённый пункт упомянут как усадьба Галичского уезда, расположенная при протоке Гороховском, в 32 верстах от уездного города. В Гореве насчитывалось 4 двора и проживало 38 человек (18 мужчин и 20 женщин).
В 1907 году в сельце, относящемуся к Курновской волости, имелось 7 дворов и проживало 40 человек.
Упразднена не позднее 1981 года.